# Парламентарна група
Парламентарна група, понякога наричана също парламентарна фракция (от фр. fraction – „групировка“, произхождащо от латинските думи frāctio – „парче“, „отломък“; frangere – „счупвам на парчета“, „натрошавам“, а също и frāctum – „разпарчетосан“; на български съществува думата „фрактура“ със същия корен), е организирана (и регистрирана) група от членове на парламент, които представляват в него определена политическа сила – партия или коалиция.

## Народно събрание (България)
Народните представители в Народното събрание на България могат да образуват парламентарни групи според партийната си принадлежност или политическата си ориентация. Не могат да се образуват парламентарни групи, които защитават частни, корпоративни, регионални, местни или професионални интереси. Минималният брой за образуване на група е 10 души, като всеки народен представител може да членува само в по една парламентарна група.
Народните представители могат да образуват парламентарни групи като представят на Председателя на Народното събрание решение за образуването си и списък на ръководството и на членовете, подписани от всички народни представители от състава на групата. Ако в един момент броят на народните представители в парламентарната група спадне под определения минимум, тя преустановява своето съществуване. Регистрираните парламентарни групи и техните ръководства, както и всяка промяна в състава и ръководствата им, се вписват в специален регистър и се обявяват от Председателя на Народното събрание на пленарно заседание.
Народен представител може да напусне парламентарната си група, като подаде писмено заявление до ръководителя на групата и до Председателя на Народното събрание. При напускане или изключване от парламентарна група народният представител губи мястото си в постоянните комисии като представител на съответната парламентарна група, в делегациите на Народното събрание, качеството си на наблюдател в Европейския парламент и други изборни длъжности в Народното събрание.
Всяка парламентарна група има право на заместник-председател на Народното събрание и на определен според големината ѝ брой представители в различни парламентарни комисии.
Отделно от това значение в българския парламент съществуват други групи от депутати, като например групи за приятелство между България и други държави.

## Европейски парламент (ЕС)
Така наречените политически групи в Европейския парламент са подобни на парламентарните групи. Те могат да включват минимум 20 депутати, представляващи най-малко 1/5 от държавите членки на Европейския съюз. Участието в повече от една политическа група е забранено.